# Kecskeméti TE
Kecskeméti Testedző Egyesület – węgierski klub piłkarski z siedzibą w mieście Kecskemét. Po sezonie 2014/2015 klub nie otrzymał licencji na grę w profesjonalnych rozgrywkach stąd w sezonach 2015/16-2017/18 klub uczestniczył w rozgrywkach pierwszej ligi komitatu Bacs-Kiskun, co stanowi IV ligę węgierską. Od sezonu 2025/2026 zespół występuje w Nemzeti Bajnokság II.

## Historia

### Chronologia nazw
- 1911: Kecskeméti Munkás Testedző Egyesület (MTE)
- 1913: Kecskeméti Testedző Egyesület (TE)
- 1945: Kecskeméti MTE
- 1949: Kecskeméti SzTE
- 1951: Kecskeméti Kinizsi SK
- 1956: Kecskeméti TE
- 1998: Kecskeméti Futball Club (FC)
- 2003: Kecskeméti Torna Egylet (TE)

## Osiągnięcia
- Puchar Węgier : 2010/11
- wicemistrzostwo Węgier: 2022/23
- występy w Nemzeti Bajnokság I: 2008/09–2014/15, 2022/23–

## Europejskie puchary
Legenda do wszystkich tabel:
- Q – runda eliminacyjna, 1/16, 1/8, 1/4, 1/2 – odpowiednia faza rozgrywek, Grupa – runda grupowa, 1r gr – pierwsza runda grupowa, 2r gr – druga runda grupowa, F – finał, R – runda, PO – play-off
- k. – rzuty karne, los. – losowanie, Dogr. – dogrywka, w. – zasada bramek strzelonych na wyjeździe

| Sezon   | Rozgrywki               | Runda | Klub      | Dom | Wyjazd | Ogólnie    |
| ------- | ----------------------- | ----- | --------- | --- | ------ | ---------- |
| 2011/12 | Liga Europy             | 2Q    | FK Aktöbe | 1–1 | 0–0    | 1–1, w.    |
| 2023/24 | Liga Konferencji Europy | 2Q    | Riga FC   | 2–1 | 1–3    | 3–4, Dogr. |